# Hennessey Venom F5
Hennessey Venom F5 — суперкар американської компанії Hennessey Performance Engineering, що прийшов на заміну Hennessey Venom GT.

## Опис

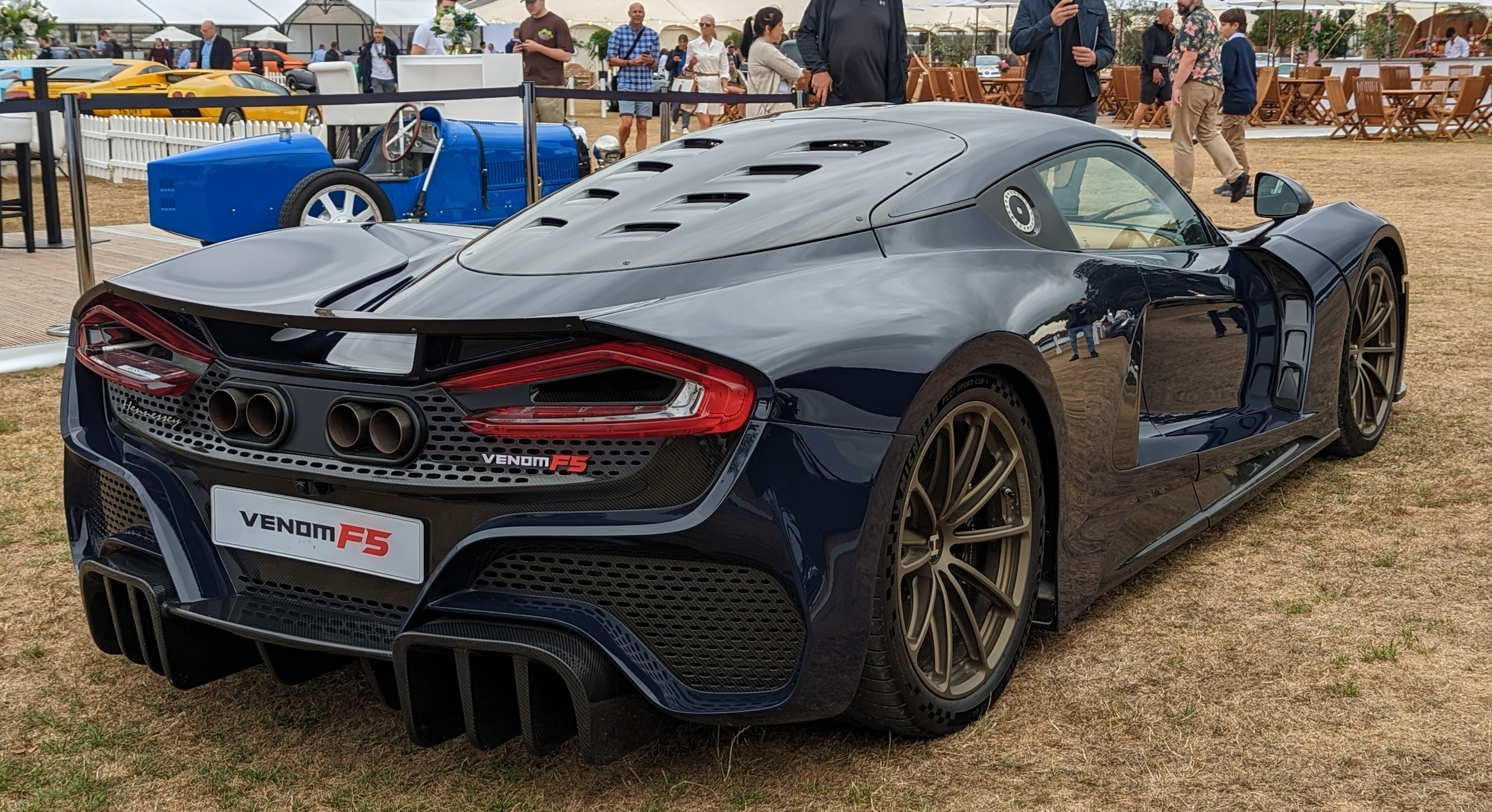

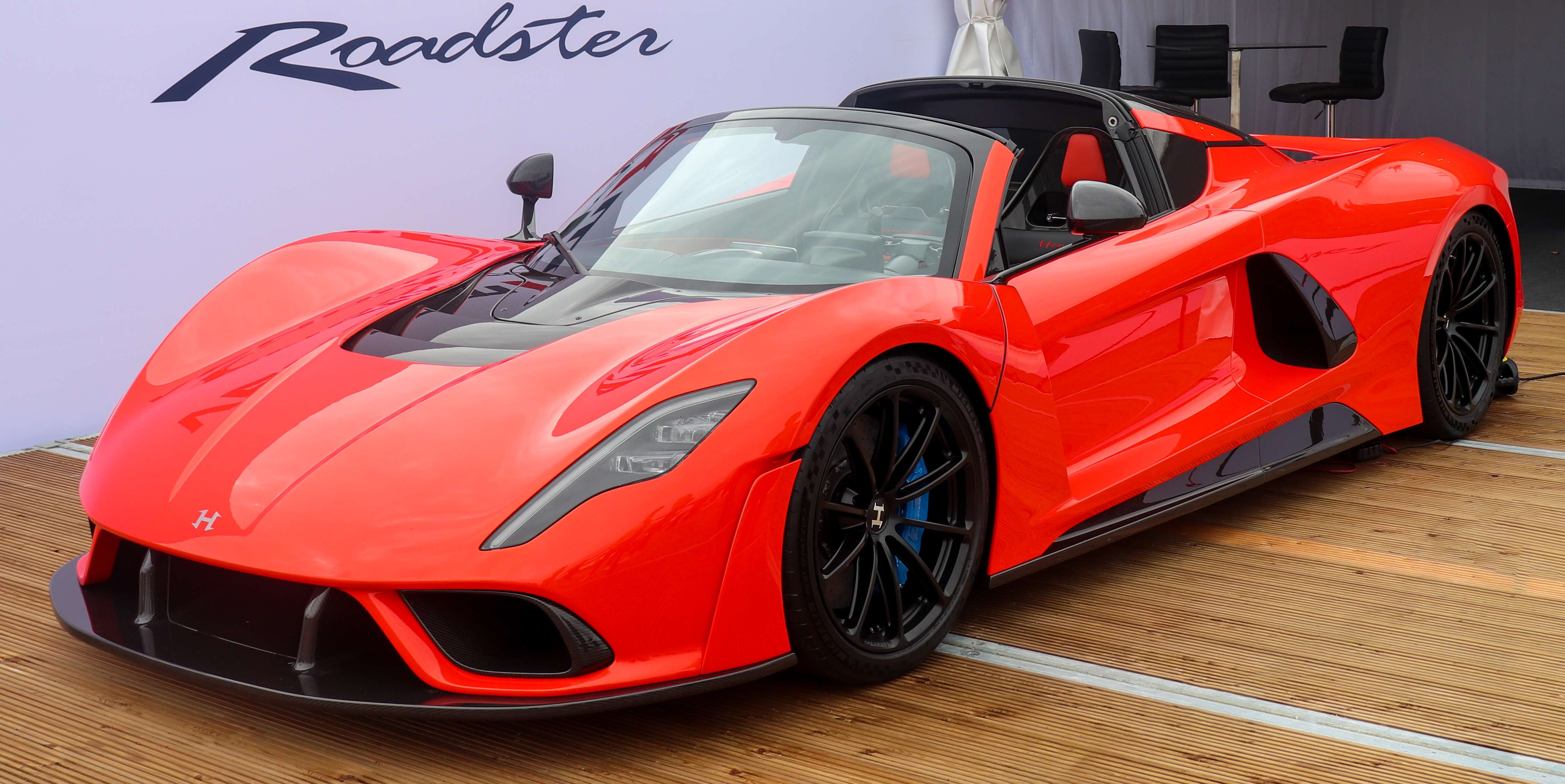
Hennessey Venom F5 Roadster

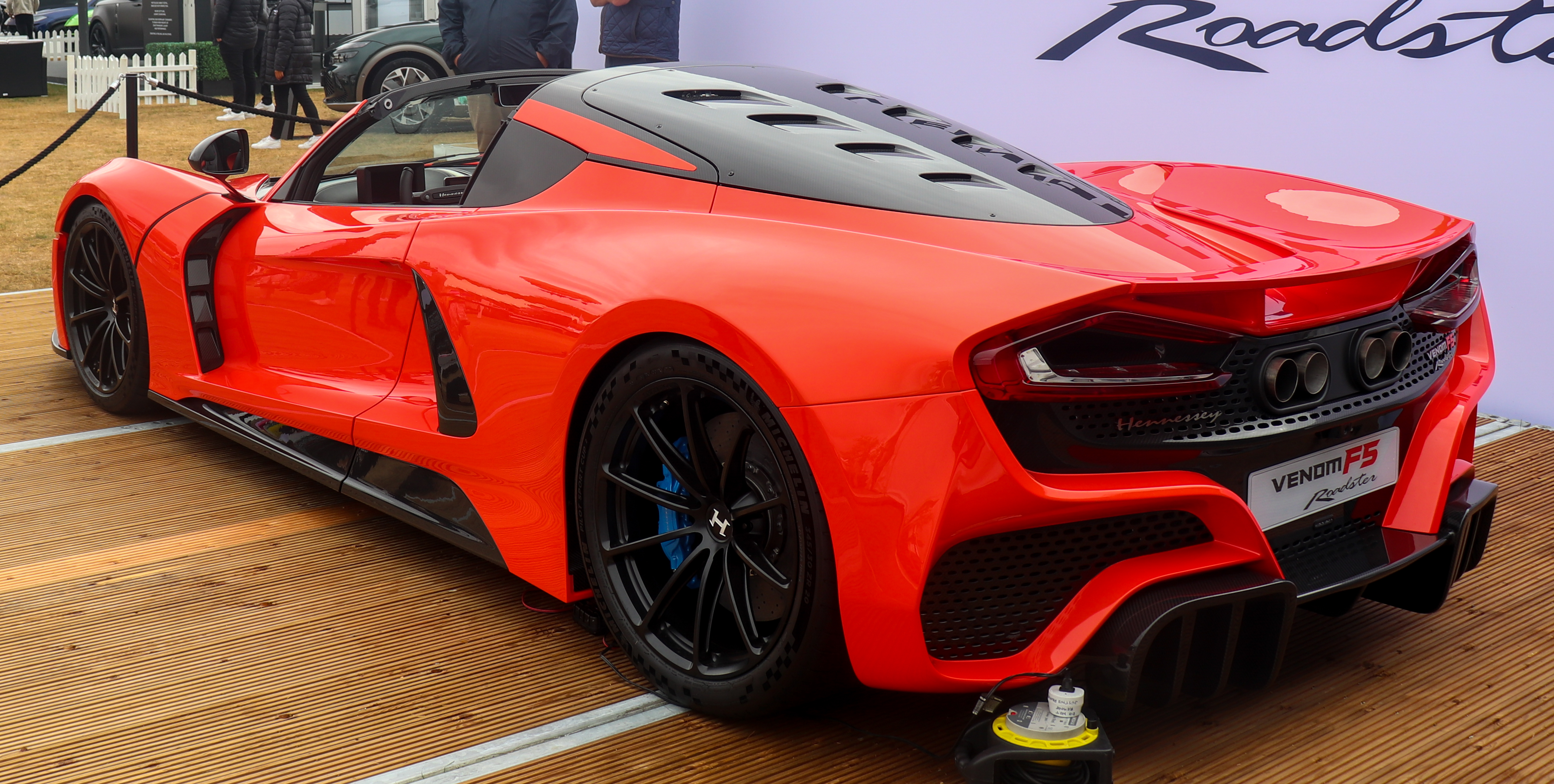
Hennessey Venom F5 Roadster

Проект почали здійснювати в 2014 році. Прототип автомобіля показаний в 2017 році на автосалоні SEMA в Лас-Вегасі. Офіційна прем'єра серійної версії купе відбудеться в серпні 2020 року на шоу The Quail в рамках ланцюжка виставок Monterey car week в Каліфорнії.

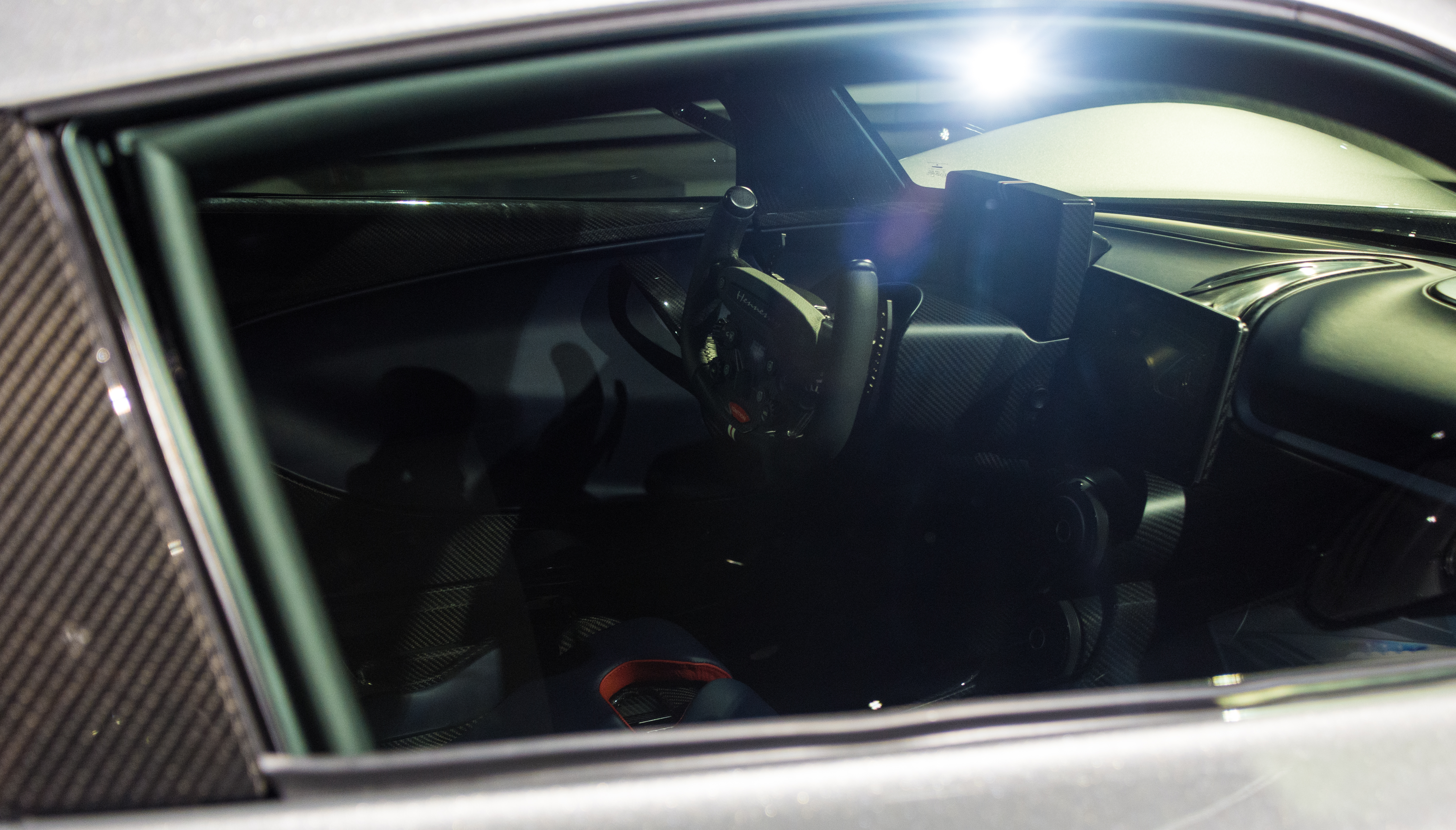

Базова ціна на Venom F5 становить 1,8 мільйона доларів, а Hennessey збудує лише 24 приклади, 12 для американського ринку та 12 для міжнародних ринків.
Двигун 6.6 л Fury Twin Turbo V8 розвиває потужність 1842 к.с. при 8000 об/хв 1617 Нм при 5500 об/хв і працює в парі з 7-ст. «робот» з одним зчепленням, в якості опції пропонують МКПП. Привід задній. Шини Michelin Pilot Cup 2.
У такій конфігурації автомобіль масою 1385 кг розмінює перші 100 км/год за 2,6 с, за 4,7 він досягне позначки 200 км/год, за 8,4 - 300, за 15,5 - 400. Максимальна швидкість близько 500 км/год.

## Двигуни
- 6.6 L Fury twin-turbocharged V8 1842 к.с. при 8000 об/хв 1617 Нм при 5500 об/хв